# Beskia aelops
Beskia aelops là một loài ruồi trong họ Tachinidae.